# Черінь

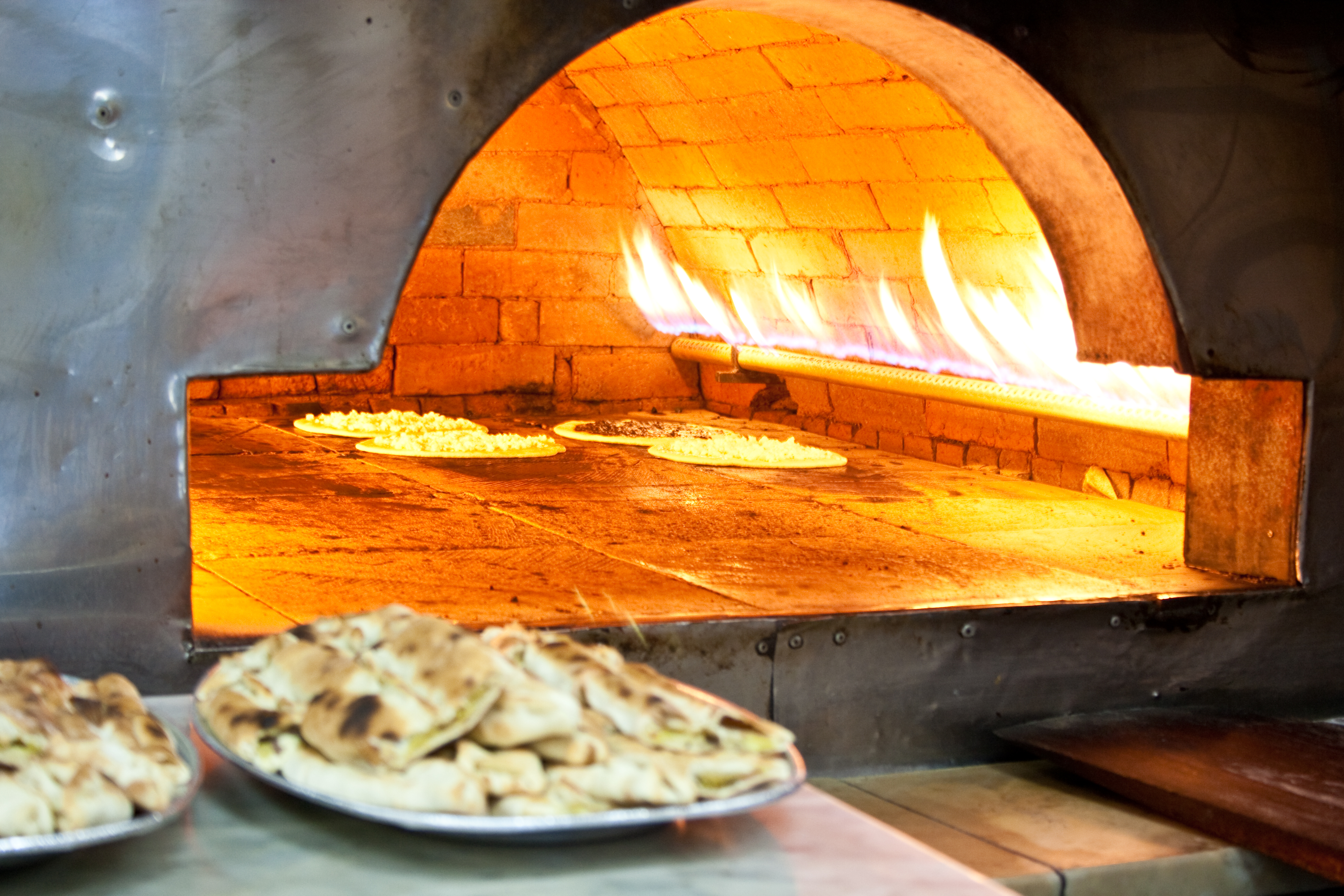
Приготування їжі на дні-черені печі (п.1).

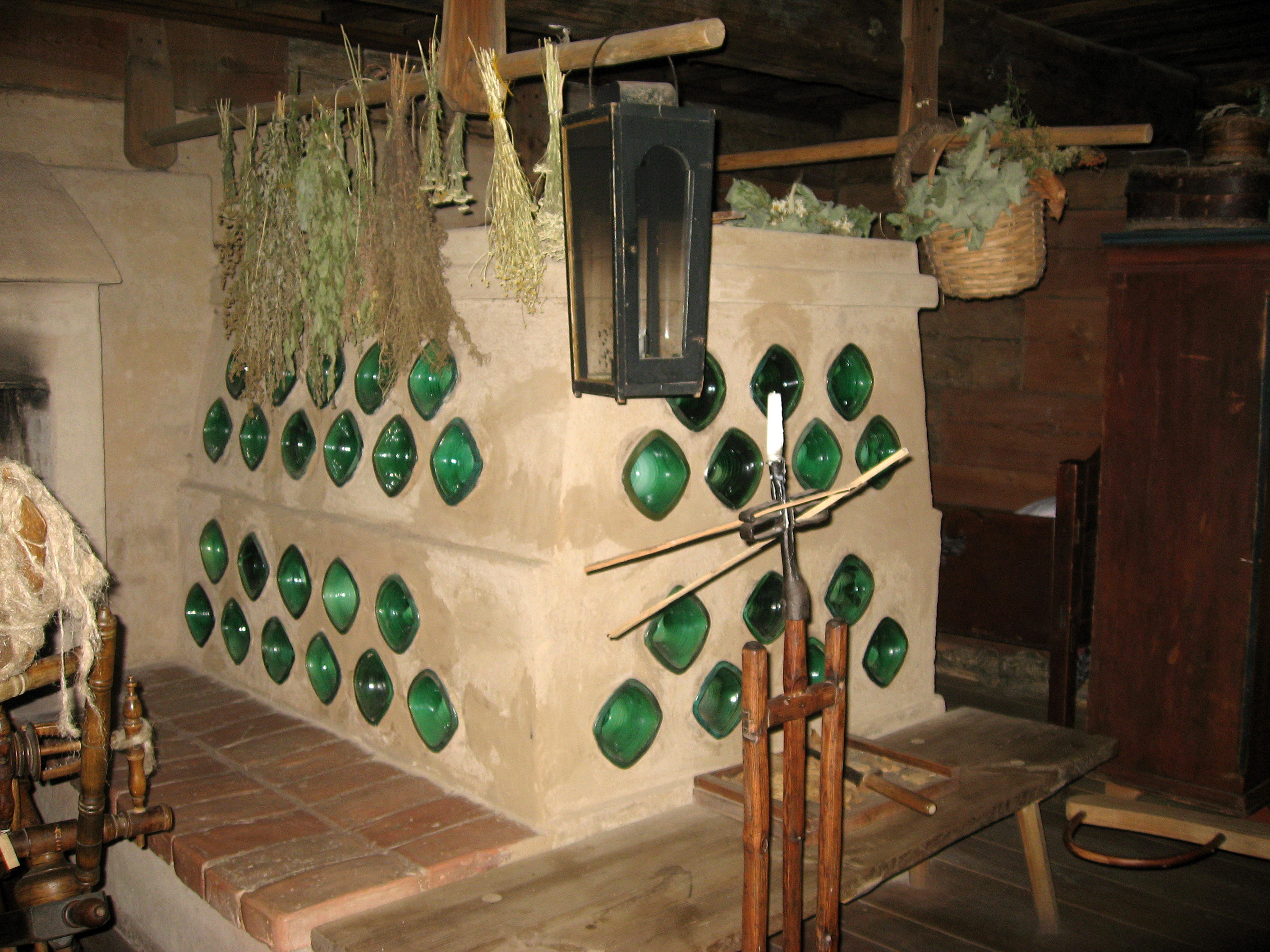
Сушка трав на черені (п.2.).

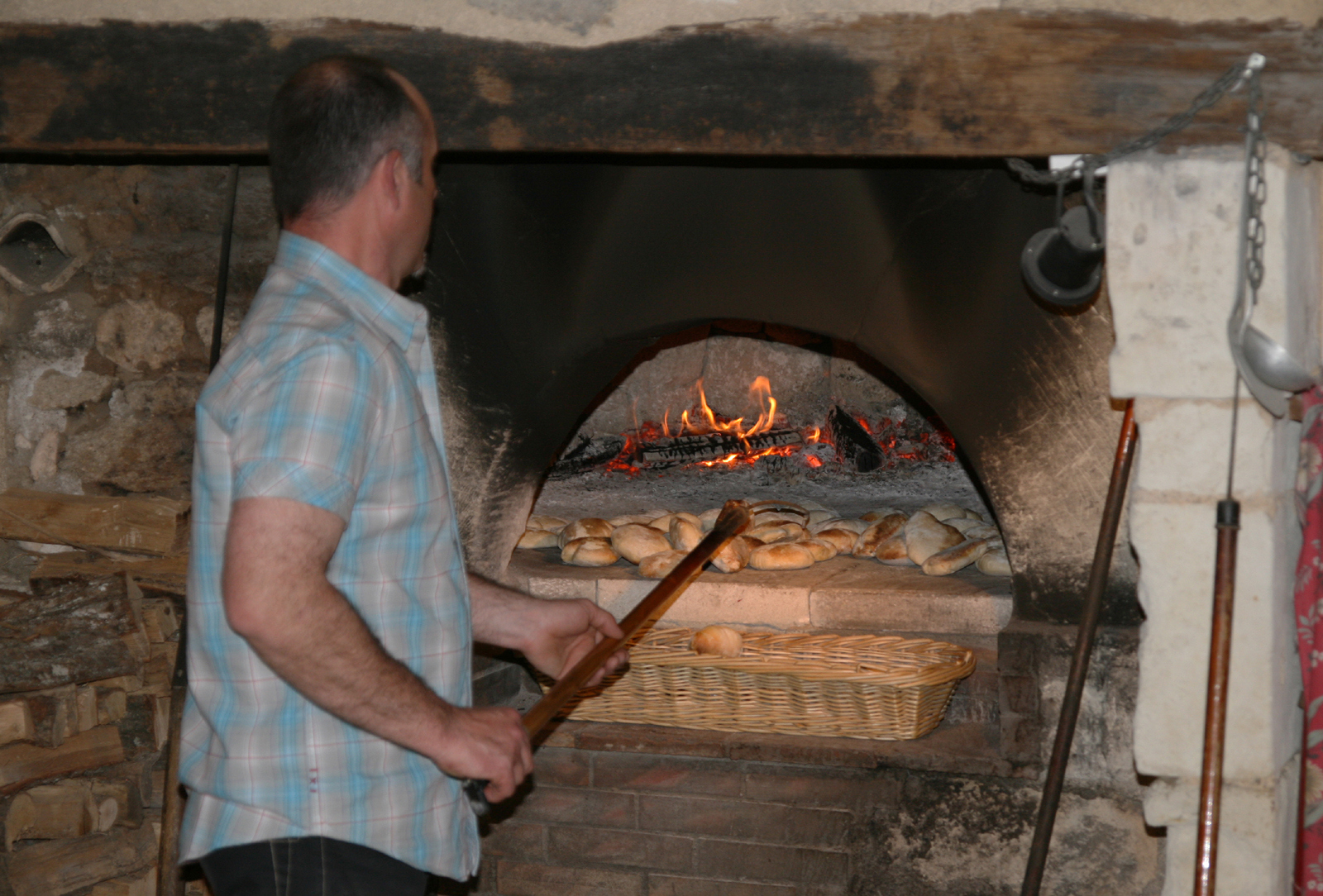
Приготування їжі на дні-черені печі (п.1).

Чері́нь або під — нижня площина, дно печі, де горять дрова, місце для випікання хліба та варіння страв; площина над зводом печі (між комином і стіною), на якій сплять, сушать зерно тощо. Хліб, випечений на поді, називають «подо́вим» (на відміну від формово́го, випеченого у формах).
Слово «черінь» (прасл. *čerěnь з пра-і.є. *kuer-/*ker- — «плести») може бути як чоловічого (род. відм. череня), так і жіночого роду (род. відм. черені). Інше значення слова — площина над склепінням печі (між комином і стіною), призначена для спання, сушіння зерна, різних трав тощо.

## У літературі
- |  | Ти краще позашпаровуй та черінь добре вирівняй, бо горшки перевертаються, а малювати не треба, то примха.— Іван Карпенко-Карий, «Хазяїн» |
- |  | Цінь-цвірінь, Цінь-цвірінь, Аби тепла черінь Та гаряче просо, То й спав би я досі!— Народна пісня |